# Carl Christian Baum
Carl Christian Baum (* 30. August 1840 in Lambsheim in der Pfalz; † 12. Februar 1907 in Wiesbaden) war ein Oberingenieur beim Norddeutschen Lloyd.
Baum war Maschinenkonstrukteur der Schiffe Kaiser Wilhelm der Große und Kaiser Wilhelm II. Er hat beide Schiffe bei der jeweiligen Fahrt um das Blaue Band als Obermaschinist begleitet und wurde von der Vulcan-Werft als der eigentliche Gewinner gefeiert.